# Polycyrtus trochanteratus
Polycyrtus trochanteratus är en stekelart som beskrevs av Szepligeti 1916. Polycyrtus trochanteratus ingår i släktet Polycyrtus och familjen brokparasitsteklar. Inga underarter finns listade i Catalogue of Life.